# Iglesia de Santo Domingo (Guayaquil)
La iglesia de Santo Domingo de Guzmán, también llamada como iglesia de San Vicente es un templo católico de mayor relevancia dentro de la ciudad de Guayaquil. Fue creado en 1548 por parte de la Orden de Predicadores (dominicos) establecida en la ciudad, en el sector que antiguamente de denominó Ciudad Vieja. La actual infraestructura es la quinta edificación del templo, el cual ha sido destruido por ataques piratas en la época colonial e incendios a lo largo de toda la historia guayaquileña. Es el segundo templo católico más antiguo de la ciudad después de la iglesia matriz (la catedral).

## Historia
En el año de 1575 lo dominicos representados por el fray Hernando de Tellez funda el convento e iglesia siendo considerada la más antigua junto la matriz. En 1574 la orden decidió edificar una iglesia en las faldas del cerro de Santa Ana. El templo que se levantó el año siguiente había sido construido sobre muros de ladrillo y piedra labrada, mientras su estructura se mantenía en su mayoría de madera y cubierta por techo de paja. Varios incendios destruyeron por completo el templo de los dominicos, como es el caso del ocurrido a causa de la invasión del pirata Heremite Clerk a Guayaquil, en 1624, quedando solo los muros que hasta el día de hoy sostienen a la iglesia Santo Domingo. 
Por disposición del cabildo la orden tenía que trasladarse al nuevo asentamiento que se levantaría en Puerto Cazones, pero no obedecieron y se mantuvieron en su lugar original y a inicios del siglo XVIII reconstruye su templo. 
Han aparecido varios grabados como en el que aparecen unas mujeres bañandose en el estero, ese templo no es el de Santo Domingo por no hallarse el cerro detrás, sino la ayuda parroquial que después tomaría el nombre de iglesia de la Concepción.
El templo se quemaría en el incendio de 1896 y años después el 24 de diciembre de 1899 se hace su reinauguración. Esa iglesia provisional de madero como su nombre lo dice no duraría mucho y sería reemplazada en 1937 por la actual de cemento diseñada por el arquitecto Paolo Russo.

## Descripción
La actual estructura, la quinta después de varias reparaciones a través de los años, fue construida en el año de 1938, basándose en los planos del arquitecto italiano Paolo Russo. La iglesia comprende una nave central con una bóveda de cañón, además de dos naves laterales más pequeñas. Dentro de la iglesia, existen dos capillas: la del Santísimo con retablo de mármol de estilo barroco, y la utilizada para bautismos.

## Ubicación
La iglesia de Santo Domingo se encuentra ubicado en las faldas del Cerrito Verde (actual cerro Santa Ana), en la avenida Rocafuerte y calle General Vernaza. Este sector formó parte de la antigua Ciudad Vieja, denominación de ese lugar durante el traslado de la localidad a un nuevo emplazamiento al sur, en donde se fundó la ciudad de Guayaquil. la iglesia se encuentra contigua a una plazoleta de eventos culturales denominada Plaza Colón.

## Personajes que fueron sepultados
Colocaremos a aquellos personajes de la colonia que fueron sepultados en el hasta que desaparecieron por completo en el incendio perpetuado por la invasión pirática de 1693 y como el templo se reconstruyó en el mismo lugar colocaremos también los que fueron sepultados a partir del año anteriormente mencionado hasta el año de 1896 cuando se volvió a quemar la edificación en el Gran Incendio de octubre.
| Nombre                              | Ocupación                       | Defunción       |
| ----------------------------------- | ------------------------------- | --------------- |
| Antonio Botello de la Motanucida    | Licenciado                      | Guayaquil, 1634 |
| Diego Díaz de la Carrera            | Capitán                         | Guayaquil, 1635 |
| Manuel Díaz Coello                  | Capitán                         | Guayaquil, 1653 |
| Gaspar de Argandoña del Águila      | Almirante, General y Corregidor | Guayaquil, 1677 |
| Juan de Linares y Valdez            | Sargento Mayor                  | Guayaquil, 1677 |
| Nicolás Duarte y del Valle          | Alférez                         | Guayaquil, 1715 |
| Lorenzo de Castro y Rivera          | Capitán                         | Guayaquil, 1727 |
| Martín Ramírez de Guzmán y Carranza | Encomendero, Alcalde Ordinario  | Guayaquil, XVII |
| Juan Barnó de Ferrusola             | Prócer de la Independencia      | Guayaquil, 1842 |